# Gonzalo Quiroga Churruca
Gonzalo Quiroga Churruca (Sant Sebastià, 1950) és un polític basc. Ha estat periodista al Diario Vasco de Sant Sebastià (1986-1999) i gerent del Partit Popular de Guipúscoa des de 1999. Fou escollit senador per Guipúscoa a les eleccions generals espanyoles de 2000. El 2007 fou nomenat Director General de Relacions amb l'Administració de Justícia de la Conselleria de Justícia i Administracions Públiques de la Comunitat de Madrid.